# 1992-es labdarúgó-Európa-bajnokság (selejtező – 3. csoport)
Az 1992-es labdarúgó-Európa-bajnokság selejtezőjének 3. csoportjának mérkőzéseit tartalmazó lapja. A csoportban Ciprus, Magyarország, Norvégia, Olaszország és a Szovjetunió szerepelt. A csapatok körmérkőzéses, oda-visszavágós rendszerben játszottak egymással.
A csoportelső Szovjetunió kijutott az 1992-es labdarúgó-Európa-bajnokságra.

## Tabella
| Hely. | Csapat       | M | Gy | D | V | G+ | G– | Gk  | P  | Továbbjutás                            |     | Szovjetunió | Olaszország | Norvégia | Magyarország | Ciprusi Köztársaság |
| ----- | ------------ | - | -- | - | - | -- | -- | --- | -- | -------------------------------------- | --- | ----------- | ----------- | -------- | ------------ | ------------------- |
| 1.    | Szovjetunió  | 8 | 5  | 3 | 0 | 13 | 2  | +11 | 13 | Kijutott az 1992-es Európa-bajnokságra |     | —           | 0–0         | 2–0      | 2–2          | 4–0                 |
| 2.    | Olaszország  | 8 | 3  | 4 | 1 | 12 | 5  | +7  | 10 |                                        |     | 0–0         | —           | 1–1      | 3–1          | 2–0                 |
| 3.    | Norvégia     | 8 | 3  | 3 | 2 | 9  | 5  | +4  | 9  |                                        | 0–1 | 2–1         | —           | 0–0      | 3–0          |                     |
| 4.    | Magyarország | 8 | 2  | 4 | 2 | 10 | 9  | +1  | 8  |                                        | 0–1 | 1–1         | 0–0         | —        | 4–2          |                     |
| 5.    | Ciprus       | 8 | 0  | 0 | 8 | 2  | 25 | −23 | 0  |                                        | 0–3 | 0–4         | 0–3         | 0–2      | —            |                     |

1. ↑  A Szovjetunió az Európa-bajnokságon Független Államok Közössége néven szerepelt a Szovjetunió felbomlása miatt.

## Mérkőzések
Az időpontok helyi idő szerint értendők.
| 1990. szeptember 12. 19:00 |

| Szovjetunió                   | 2–0               | Norvégia |
| ----------------------------- | ----------------- | -------- |
| Kanchelskis 22' Kuznetsov 60' | (1–0) Jegyzőkönyv |          |

| Lenin Stadion, Moszkva Nézőszám: 23 000 Játékvezető: Hubert Forstinger (osztrák) |

| 1990. október 10. 19:00 |

| Norvégia | 0–0         | Magyarország |
| -------- | ----------- | ------------ |
|          | Jegyzőkönyv |              |

| Brann Stadion, Bergen Nézőszám: 6304 Játékvezető: John Spillane (ír) |

| 1990. október 17. 19:00 |

| Magyarország | 1–1               | Olaszország           |
| ------------ | ----------------- | --------------------- |
| Disztl 16'   | (1–0) Jegyzőkönyv | Baggio 54' (11-esből) |

| Népstadion, Budapest Nézőszám: 24 431 Játékvezető: Bo Karlsson (svéd) |

| 1990. október 31. 18:00 |

| Magyarország                                         | 4–2               | Ciprus                       |
| ---------------------------------------------------- | ----------------- | ---------------------------- |
| Lőrincz 1' 19' Kiprich 20' (11-esből) 67' (11-esből) | (3–1) Jegyzőkönyv | Xiourouppas 13' Tsolakis 89' |

| Népstadion, Budapest Nézőszám: 2204 Játékvezető: Plarent Kotherja (albán) |

| 1990. november 3. 14:30 |

| Olaszország | 0–0         | Szovjetunió |
| ----------- | ----------- | ----------- |
|             | Jegyzőkönyv |             |

| Olimpiai Stadion, Róma Nézőszám: 52 208 Játékvezető: Marcel van Langenhove (belga) |

| 1990. november 14. 19:00 |

| Ciprus | 0–3               | Norvégia                              |
| ------ | ----------------- | ------------------------------------- |
|        | (0–1) Jegyzőkönyv | Sørloth 39' Bohinen 50' Brandhaug 64' |

| Makario Stadium, Nicosia Nézőszám: 2133 Játékvezető: Zoran Petrović (jugoszláv) |

| 1990. december 22. 15:00 |

| Ciprus | 0–4               | Olaszország                                |
| ------ | ----------------- | ------------------------------------------ |
|        | (0–3) Jegyzőkönyv | Vierchowod 15' Serena 22' 50' Lombardo 44' |

| Tsirion Stadium, Limassol Nézőszám: 9185 Játékvezető: Ivan Gregr (csehszlovák) |

| 1991. április 3. 15:00 |

| Ciprus | 0–2               | Magyarország          |
| ------ | ----------------- | --------------------- |
|        | (0–2) Jegyzőkönyv | Mónos 15' Kiprich 40' |

| Tsirion Stadium, Limassol Nézőszám: 1844 Játékvezető: Gerhard Kapl (osztrák) |

| 1991. április 17. 19:00 |

| Magyarország | 0–1               | Szovjetunió       |
| ------------ | ----------------- | ----------------- |
|              | (0–1) Jegyzőkönyv | Mihajlicsenko 30' |

| Népstadion, Budapest Nézőszám: 43 221 Játékvezető: Aron Schmidhuber (német) |

| 1991. május 1. 19:00 |

| Norvégia                                       | 3–0               | Ciprus |
| ---------------------------------------------- | ----------------- | ------ |
| Lydersen 49' (11-esből) Dahlum 65' Sørloth 90' | (0–0) Jegyzőkönyv |        |

| Ullevaal Stadion, Oslo Nézőszám: 5825 Játékvezető: Kaj Natri (finn) |

| 1991. május 1. 20:15 |

| Olaszország                | 3–1               | Magyarország          |
| -------------------------- | ----------------- | --------------------- |
| Donadoni 4' 16' Vialli 56' | (2–0) Jegyzőkönyv | Bognar 65' (11-esből) |

| Stadio Arechi, Salerno Nézőszám: 37 602 Játékvezető: Joe Worrall (angol) |

| 1991. május 29. 19:00 |

| Szovjetunió                                               | 4–0               | Ciprus |
| --------------------------------------------------------- | ----------------- | ------ |
| Mostovoi 10' Mikhailichenko 51' Korneev 87' Aleinikov 89' | (1–0) Jegyzőkönyv |        |

| Lenin Stadion, Moszkva Nézőszám: 14 200 Játékvezető: Stefan Dan Petrescu (román) |

| 1991. június 5. 19:00 |

| Norvégia              | 2–1               | Olaszország   |
| --------------------- | ----------------- | ------------- |
| Dahlum 4' Bohinen 25' | (2–0) Jegyzőkönyv | Schillaci 77' |

| Ullevaal Stadion, Oslo Nézőszám: 24 346 Játékvezető: Mario van der Ende (holland) |

| 1991. augusztus 28. 19:00 |

| Norvégia | 0–1               | Szovjetunió  |
| -------- | ----------------- | ------------ |
|          | (0–0) Jegyzőkönyv | Mostovoi 74' |

| Ullevaal Stadion, Oslo Nézőszám: 24 383 Játékvezető: Howard King (walesi) |

| 1991. szeptember 25. 19:00 |

| Szovjetunió                             | 2–2               | Magyarország    |
| --------------------------------------- | ----------------- | --------------- |
| Shalimov 37' (11-esből) Kanchelskis 50' | (1–1) Jegyzőkönyv | Kiprich 16' 84' |

| Lenin Stadion, Moszkva Nézőszám: 34 973 Játékvezető: Zoran Petrović (jugoszláv) |

| 1991. október 12. 19:00 |

| Szovjetunió | 0–0         | Olaszország |
| ----------- | ----------- | ----------- |
|             | Jegyzőkönyv |             |

| Lenin Stadion, Moszkva Nézőszám: 86 486 Játékvezető: Bruno Galler (svájci) |

| 1991. október 30. 20:00 |

| Magyarország | 0–0         | Norvégia |
| ------------ | ----------- | -------- |
|              | Jegyzőkönyv |          |

| Rohonci úti stadion, Szombathely Nézőszám: 4609 Játékvezető: Gérard Biguet (francia) |

| 1991. november 13. 19:15 |

| Olaszország    | 1–1               | Norvégia     |
| -------------- | ----------------- | ------------ |
| Rizzitelli 83' | (0–0) Jegyzőkönyv | Jakobsen 60' |

| Luigi Ferraris Stadion, Genova Nézőszám: 21 372 Játékvezető: Karl-Josef Assenmacher (német) |

| 1991. november 13. 21:15 |

| Ciprus | 0–3               | Szovjetunió                            |
| ------ | ----------------- | -------------------------------------- |
|        | (0–1) Jegyzőkönyv | Protasov 26' Yuran 78' Kanchelskis 81' |

| Tsirion Stadium, Limassol Nézőszám: 3379 Játékvezető: Andrew Waddell (skót) |

| 1991. december 21. 14:30 |

| Olaszország           | 2–0               | Ciprus |
| --------------------- | ----------------- | ------ |
| Vialli 28' Baggio 55' | (1–0) Jegyzőkönyv |        |

| Stadio Pino Zaccheria, Foggia Nézőszám: 17 732 Játékvezető: Joaquin Ramos Marcos (spanyol) |